# Christophe Durand
Pour les articles homonymes, voir Durand.
Christophe Durand est un pongiste français né le 5 avril 1973 à Décines-Charpieu.
Il remporta sa première médaille paralympique, une médaille d'or, lors des Jeux paralympiques d'été de 2000. Aux Jeux de 2004, il obtint une médaille de bronze en individuel, et une seconde en équipe.
Il représenta à nouveau la France aux Jeux paralympiques d'été de 2008, en classe 4/5, et remporta la finale dans sa catégorie, battant le Coréen Jung Eun-Chang en cinq sets,.

## Palmarès aux Jeux paralympiques
- champion paralympique en 2000 (individuel)
- troisième en 2004 (individuel)
- troisième en 2004 (équipe)
- champion paralympique en 2008 (individuel)

## Décoration
- Commandeur de l'Ordre national du Mérite[4]